# Birendracoccus saccharifolii
Birendracoccus saccharifolii är en insektsart som först beskrevs av Green 1908.  Birendracoccus saccharifolii ingår i släktet Birendracoccus och familjen ullsköldlöss. Inga underarter finns listade i Catalogue of Life.